# Lac Michwacho
Lac Michwacho är en sjö i Kanada.   Den ligger i regionen Nord-du-Québec och provinsen Québec, i den östra delen av landet, 500 km norr om huvudstaden Ottawa. Lac Michwacho ligger 350 meter över havet. Arean är 13,2 kvadratkilometer. Den sträcker sig 7,8 kilometer i nord-sydlig riktning, och 6,4 kilometer i öst-västlig riktning.
Trakten runt Lac Michwacho är nära nog obefolkad, med mindre än två invånare per kvadratkilometer.